# Kym Karath
Anthea Kym Karath (n. Los Ángeles, California; 4 de agosto de 1958) conocida como Kym Karath, es una actriz estadounidense más conocida por su papel de Gretl Von Trapp en la versión cinematográfica de The Sound of Music.

## Carrera
Karath comenzó su carrera a la edad de tres años, apareciendo en Spencer's Mountain con Henry Fonda y Veronica Cartwright en 1963 (que posteriormente trabajaría con la hermana menor de Veronica, Angela Cartwright en The Sound of Music). En 1964 se la vio en The Thrill of It All con Doris Day y Good Neighbor Sam con Jack Lemmon.

### The Sound of Music
Karath es más recordada por su papel en The Sound of Music, donde interpretó a la hija menor, Gretl Von Trapp. La película fue, en general, una experiencia muy feliz para ella y para sus compañeros de reparto, con los que formó gran amistad.
Sin embargo, algo que ella preferiría olvidar fue la escena de la canoa, donde Karath casi se ahogó al caer en el agua. Originalmente Julie Andrews era la responsable de sacarla fuera del agua ya que Kym no sabía nadar, pero Andrews cayó por el otro lado de la embarcación. De hecho, la escena tuvo que detenerse con el fin de rescatar a Kym. Su coestrella Heather Menzies fue quien la sacó y fue a ella a quien le Kym vomitó encima después de tragar mucha agua.
Durante su aparición en The Ellen DeGeneres Show, a Julie Andrews se le preguntó acerca de cómo era trabajar con los niños Von Trapp. Respondió lo siguiente: «Eran preciosos. Sin embargo, la más joven (Karath) fue probablemente la más difícil para mí, porque estaba un poco enfadada en esos días. Actualmente es esta increíble joven de hermoso aspecto.»

## Otros proyectos
Después de The Sound of Music, Karath apareció principalmente en la televisión estadounidense, incluyendo apariciones en The Brady Bunch y Perdidos en el espacio. Sigue siendo amiga de los otros niños de la película, y en el 2000 regresó a Salzburgo con ellos, para la filmación de un documental sobre la realización de la película.

## Vida personal
Aunque Karath nació en Los Ángeles, Estados Unidos, su familia era griega. Su apellido original era Karathanasis, pero fue cambiado a Karath por su padre. Tiene una hermana mayor, Francie, que audicionó también para The Sound of Music, para el papel de Liesl Von Trapp que finalmente fue obtenido por Charmian Carr.
Karath se graduó de la Universidad del Sur de California con una licenciatura en Humanidades, y poco después se trasladó a París, Francia, donde estudió historia del arte y modelaje. A la edad de 26 años, se casó con Philippe L'Equibec, su hijo, Eric nació en 1991, a partir de entonces trabajó en funciones por un tiempo y vivía en Greenwich, Connecticut, antes de volver a actuar en 2005.
Formó gran amistad con su coestrella de The Sound of Music Heather Menzies, y se convirtió en madrina de su hijo Eric.